# 1. Lig 2020
La 1. Lig 2020 è la 15ª edizione del campionato di football americano di primo livello, organizzato dalla TBSF.
Il campionato è stato rinviato a causa della pandemia di COVID-19 del 2019-2021.
Il 23 agosto il campionato è stato definitivamente cancellato.

## Squadre partecipanti
| Club                | Città    | Stadio | Sponsor ufficiale | Risultato nella stagione 2019 |
| ------------------- | -------- | ------ | ----------------- | ----------------------------- |
| Boğaziçi Sultans    | Istanbul |        |                   |                               |
| Gazi Warriors       | Ankara   |        |                   |                               |
| Hacettepe Red Deers | Ankara   |        |                   |                               |
| ITÜ Hornets         | Istanbul |        |                   |                               |
| Koç Rams            | Istanbul |        |                   |                               |
| ODTÜ Falcons        | Ankara   |        |                   |                               |
| Sakarya Tatankaları | Sakarya  |        |                   |                               |
| Yeditepe Eagles     | Istanbul |        |                   |                               |

## Stagione regolare

### Calendario

#### 1ª giornata
| 29 febbraio 2020 | Koç Rams | 32 – 7 | Sakarya Tatankaları |  |

| 29 febbraio 2020 | Yeditepe Eagles | 43 – 0 | Gazi Warriors |  |

| 1º marzo 2020 | Hacettepe Red Deers | 22 – 7 | Boğaziçi Sultans |  |

| 1º marzo 2020 | ODTÜ Falcons | 35 – 0 | ITÜ Hornets |  |

#### 2ª giornata
| 14-15 marzo 2020 | ODTÜ Falcons | - – - | Koç Rams |  |

| 14-15 marzo 2020 | Sakarya Tatankaları | - – - | Yeditepe Eagles |  |

| 14-15 marzo 2020 | Gazi Warriors | - – - | Boğaziçi Sultans |  |

| 14-15 marzo 2020 | ITÜ Hornets | - – - | Hacettepe Red Deers |  |

#### 3ª giornata
| 21-22 marzo 2020 | Yeditepe Eagles | - – - | Boğaziçi Sultans |  |

| 21-22 marzo 2020 | Koç Rams | - – - | Hacettepe Red Deers |  |

| 21-22 marzo 2020 | Gazi Warriors | - – - | ITÜ Hornets |  |

| 21-22 marzo 2020 | Sakarya Tatankaları | - – - | ODTÜ Falcons |  |

#### 4ª giornata
| 4-5 aprile 2020 | Gazi Warriors | - – - | Koç Rams |  |

| 4-5 aprile 2020 | ITÜ Hornets | - – - | Yeditepe Eagles |  |

| 4-5 aprile 2020 | Boğaziçi Sultans | - – - | ODTÜ Falcons |  |

| 4-5 aprile 2020 | Hacettepe Red Deers | - – - | Sakarya Tatankaları |  |

#### 5ª giornata
| 18-19 aprile 2020 | Koç Rams | - – - | Yeditepe Eagles |  |

| 18-19 aprile 2020 | Boğaziçi Sultans | - – - | ITÜ Hornets |  |

| 18-19 aprile 2020 | ODTÜ Falcons | - – - | Hacettepe Red Deers |  |

| 18-19 aprile 2020 | Sakarya Tatankaları | - – - | Gazi Warriors |  |

#### 6ª giornata
| 9-10 maggio 2020 | Boğaziçi Sultans | - – - | Koç Rams |  |

| 9-10 maggio 2020 | Hacettepe Red Deers | - – - | Yeditepe Eagles |  |

| 9-10 maggio 2020 | Gazi Warriors | - – - | ODTÜ Falcons |  |

| 9-10 maggio 2020 | ITÜ Hornets | - – - | Sakarya Tatankaları |  |

#### 7ª giornata
| 16-17 maggio 2020 | Yeditepe Eagles | - – - | ODTÜ Falcons |  |

| 16-17 maggio 2020 | Koç Rams | - – - | ITÜ Hornets |  |

| 16-17 maggio 2020 | Sakarya Tatankaları | - – - | Boğaziçi Sultans |  |

| 16-17 maggio 2020 | Hacettepe Red Deers | - – - | Gazi Warriors |  |

### Classifica
La classifica della regular season è la seguente:
- PCT = percentuale di vittorie, G = partite giocate, V = partite vinte,  P = partite perse, PF = punti fatti, PS = punti subiti

| Pos. | Squadra             | PCT   | G | V | N | P | PF | PS |
| ---- | ------------------- | ----- | - | - | - | - | -- | -- |
| 1    | Yeditepe Eagles     | 1 000 | 1 | 1 | 0 | 0 | 43 | 0  |
| 2    | ODTÜ Falcons        | 1 000 | 1 | 1 | 0 | 0 | 35 | 0  |
| 3    | Koç Rams            | 1 000 | 1 | 1 | 0 | 0 | 32 | 7  |
| 4    | Hacettepe Red Deers | 1 000 | 1 | 1 | 0 | 0 | 22 | 7  |
| 5    | Boğaziçi Sultans    | .000  | 1 | 0 | 0 | 1 | 7  | 22 |
| 6    | Sakarya Tatankaları | .000  | 1 | 0 | 0 | 1 | 7  | 32 |
| 7    | ITÜ Hornets         | .000  | 1 | 0 | 0 | 1 | 0  | 35 |
| 8    | Gazi Warriors       | .000  | 1 | 0 | 0 | 1 | 0  | 43 |

## Playoff e playout

### Tabellone
|  | Semifinali | Semifinali | Semifinali |  |  | Final | Final | Final |  |
|  |            |            |            |  |  |       |       |       |  |
|  | 1          | TBD        |            |  |  |       |       |       |  |
|  | 1          | TBD        |            |  |  |       |       |       |  |
|  | 4          | TBD        |            |  |  |       |       |       |  |
|  | 4          | TBD        | TBD        |  |  |       |       |       |  |
|  |            |            |            |  |  |       |       |       |  |
|  |            |            | TBD        |  |  |       |       |       |  |
|  | 3          | TBD        |            |  |  |       |       |       |  |
|  | 3          | TBD        |            |  |  |       |       |       |  |
|  | 2          | TBD        |            |  |  |       |       |       |  |

### Semifinali
| 2020 | TBD | - – - | TBD |  |

| 2020 | TBD | - – - | TBD |  |

### Playout
| 2020 | TBD | - – - | TBD |  |

### Final
| 2020 | TBD | - – - | TBD |  |